# Língua quechan
Quechan ou Kwtsaan, também conhecida como  'Yuma' , é a língua nativa do povo Quechan do sudeste da Califórnia e do sudoeste do Arizona no Vale do Baixo Vale do rio Colorado, Deserto de Sonora.
Quechan pertence ao ramo fluvial das línguas Yuman, juntamente com língua mojave e língua maricopa. Publicações documentam a gramática e textos do Quechan.

Condado de Yuma com Reserva dos índios Yuma, onde Quechan é falado, destaque

## Falantes
Em 1980, estimava-se que havia menos de 700 falantes da língua, incluindo idosos e jovens.. Hinton (1994: 32) apresentou uma estimativa conservadora do número de falantes em 150, e uma estimativa liberal em 400-500. A partir de 2009, 93 pré-escolares estavam aprendendo Quechan no programa de preservação da língua da tribo Quechan, e o número de falantes fluentes foi estimado em cerca de 100. Um dicionário Quechan estava em andamento.
Quechan speakers participate in the Yuman Family Language Summit, held annually since 2001.
Um documentário de 2010, “Songs of the Colorado”, do cineasta Daniel Golding, apresenta canções tradicionais na língua Quechan. Golding diz: "As músicas são todas cantadas na língua, então se você não está aprendendo e aprendendo a língua, então você não será capaz de entender as músicas ... na verdade, há palavras contando histórias ..."
É disponível assistência para os falantes da língua que desejam votar nas eleições de Condado de Imperial e Condado de Yumaa, de acordo com a Seção 203 da “Lei de Direitos de Voto de 1965”.

## Escrita
A língua Quechan usa uma formado alfabeto latino com as 5 vogais duplas e sinpkes. Não se usam as letras B, D, G, J, Z. Usam-se as formas ə, Ch, Kw, Ly, Lly, Ng. Ny. Qw, Sh, Th, Ts, Tt, Xw, apóstrofo.

## Fonologia

### Vogais
Quechan tem cinco fonemas vogais, todos ocorrendo em formas curtas e longas. A extensão da vogal é contrastivo, como mostrado em  vé 'vé' '"cobra" versus' 'ʔa • vé •' '"rato".
|         | Anterior | Posterior |
| ------- | -------- | --------- |
| Fechada | i iː     | u uː      |
| Medial  | e eː     | o oː      |
| Aberta  | a aː     |           |

### Consoantes
As consoantes em Quechan são apresentadas na tabela abaixo.
|             |              | Bilabial | Dental | Alveolar | Pós-alveolar | Palatal | Velar | Uvular | Glotal |
| ----------- | ------------ | -------- | ------ | -------- | ------------ | ------- | ----- | ------ | ------ |
| Oclusiva    | surda        | p        | t      |          | t̠            |         | k kʷ  | q qʷ   | ʔ      |
| Oclusiva    | palatalizada |          | tʲ     |          |              |         | kʲ    |        |        |
| Fricativa   | surda        |          |        | s        | s̠            |         | x xʷ  |        |        |
| Fricativa   | sonora       | β        | ð      | r        |              |         |       |        |        |
| Africada    | Africada     |          |        | t͡s       |              |         |       |        |        |
| Nasal       | Nasal        | m        | n      |          |              | ɲ       |       |        |        |
| Lateral     | Lateral      |          |        | l        |              | ʎ       |       |        |        |
| Aproximante | Aproximante  | w        |        |          |              | j       |       |        |        |

Quechan apresenta clusters de consoantes medial da palavra e final da palavra. Os clusters mediais podem ser biconsonantais ou triconsonantais, enquanto os clusters finais
As semivogais w e j ocorrem como consoantes quando numa posição inicial, quando intervocálicas, e como membros finais de grupos consonantais. Eles ocorrem como vogais quando na posição final da palavra e como membros iniciais dos clusters de vogais.
Uma variedade de processos afeta a realização de sons em Quechan, alguns dos quais estão listados abaixo.
- kʷ é delabializado antes da vogal u • como em  kʷu • xamí  "o procriador", que é tipicamente pronunciado [kuːxami]. A ortografia kʷ é retida porque uma pronúncia labializada de kʷ é aceita como excessivamente cuidadosa.
- xʷ é similarmente delabializado como em  xʷu • ʔá • vənʸ  "o ciúme dela".
- O affricate c varia na pronúncia de um dental a um affricate alveolar. Quando seguido por um t, c é pronunciado como s, como em  aʔíctaʔa  "assim eles disseram", que é pronunciado [aʔistaʔa].
- Os fonemas m, n, l e r são pronunciados como formas longas quando precedidos por uma vogal curta acentuada como em  naqámək  "ele toca".
- r é tipicamente pronunciado como [r], mas quando é precedido por š e uma vogal curta não acentuada, tem uma pronúncia retroflexa como em  šaréq  "ele agarra."
- Quando dois de nʸ, lʸ e łʸ entram em contato, o primeiro perde sua palatalização, mas é articulado em um ponto ligeiramente mais alto do que o correspondente fonema não palatino, como em  nu ʸ ʸ ʸ nʸa  "a passagem deles".

## Morfologia

### Estrutura da palavra
As palavras Quechan consistem em dois constituintes imediatos: um tema e elementos não-temáticos. Os temas são estruturas que consistem em morfemas radiculares não analisáveis que formam a base das palavras Quechan. Os temas podem consistir em raízes isoladas, reduplicados ou afixados.
As palavras geralmente incluem um ou mais afixos não-matemáticos que podem ser nominais ou verbais. Os temas podem ser divididos em temas substantivos, temas verbais e temas interativos. Substantivos são palavras compostas de temas nominais e afixos nominais, verbos são palavras compostas de temas verbais e afixos verbais, e interjeições são temas sem afixos adicionados.

### Substantivos
Quechan substantivos consistem num tema sozinho por si só ou um tema com mais afixos não temáticos. A função primária de um substantivo é transmitir um conteúdo referencial simples. Existem quatro tipos de elementos não-temáticos que podem ser afixados aos substantivos: prefixos pronominais, sufixos demonstrativos, o sufixo locativo  -i  e sufixos de casos.

#### Prefixos pronominais
Os prefixos pronominais possessivos indicam o primeiro, segundo, terceiro e indefinido possuidor de terceira pessoa. Existem dois conjuntos distintos de prefixos possessivos.
|                        | I   | II     |
| ---------------------- | --- | ------ |
| 1ª pessoa              | ʔ-  | ʔanʸ-  |
| 2ª pessoa              | m-  | manʸ-  |
| 3ª pessoa              | ∅-  | nʸ-    |
| . 3ª pessoa indefinida | kʷ- | kʷanʸ- |

O primeiro conjunto de prefixos é usado principalmente com partes do corpo e termos de parentesco, enquanto o segundo é usado principalmente com objetos e artefatos naturais, mas também com certos termos da parte do corpo. A distinção não é aquela entre a possessão inalienável e alienável: por exemplo, "i-kʷé" seu chifre refere-se tanto a um chifre de cervo quanto a um chifre do cervo de uma pessoa.

#### Sufixos demonstrativos
Os sufixos demonstrativos em quéchuan são  -va  "isto (perto),"  -sa , "aquele (distante)" e -nʸ "que (localização não especificada)."

#### Sufixos locativos
O sufixo locativo -i é aproximadamente equivalente em significado ao inglês "at, nas proximidades de". É principalmente afixada ao tema substantivo mais um sufixo demonstrativo: i•mé šama•vi (i•mé "pé," šamá• "raiz" + -va "este" + -i "at") " a seus pés, sob os pés " (literally "at the root of his foot").

#### Sufixos de caso
Temas de substantivos com  ou, com vocativo  -a , como uma expressão predicativa: šalʸʔáyc ʔamé • k "a areia é alta", literalmente "areia ela é alta."
| Nominativo | -c  |
| Locativo   | -k  |
| Alativo    | -lʸ |
| Ablativo   | -m  |
| Vocativo   | -a  |

As seguintes combinações de sufixos são encontradas (com  -nʸ  representando os sufixos demonstrativos):
| Sufixo de caso | Nada | Com um sufixo demonstrativo | Com o sufixo locativo | Com um sufixo demonstrativo e locativo |
| -------------- | ---- | --------------------------- | --------------------- | -------------------------------------- |
| Absolutivo     | -∅   | -nʸ                         | -I                    | -nʸi                                   |
| Nominativo     | -c   | -nʸc                        |                       |                                        |
| Locativo       | -k   | -nʸk                        | -ik                   | -nʸik                                  |
| Alativo        | -lʸ  | -nʸǝlʸ                      | -ilʸ                  | -nʸilʸ                                 |
| Ablativo       | -m   | -nʸǝm                       | -im                   | -nʸim                                  |
| Vocativo       | -a   | -nʸa                        |                       |                                        |

### Verbos
Os verbos quechan transmitem a maior parte do significado em sentenças, incluindo a indicação de relacionamentos nocionais e gramaticais, em contraste com substantivos que são comparativamente simples em conteúdo.
Verbos consistem tipicamente de um tema e dois elementos não-temáticos, um prefixo pronominal e um sufixo predicativo como em  yúú 'k' '"eu vejo", que é composto de prefixo pronominal em primeira pessoa' 'ʔ' '+ para ver "  ayú  + sufixo presente-passado  • k .
Raízes verbais que formam a base de temas verbais podem ser modificadas de várias maneiras para modificar seu significado.

#### Reduplicaçãon
Algumas raízes verbais podem ser reduplicadas para adicionar o significado de atividade repetitiva ou intermitente.
Um exemplo de uma raiz reduplicada é  toxatóx  'para ser visto', taiz  atóx  "para ter uma mancha". Outro exemplo é  aspukaspúk  "ser crespo (cabelo)", da raiz  aspúk  "ser crespo".

#### Prefixos de tema
Uma variedade de prefixos temáticos pode ser adicionada ao radical verbo para dar um significado ao radical.
Um tal prefixo é  t  causar algo geralmente ou por meio de um instrumento. O radical  qʷeraqʷér  "para ser afiado" pode ser modificado por  t  para produzir o radical  taqʷeraqʷér  "para aguçar até certo ponto."
Os prefixos podem ser compostos, o que ocorre mais freqüentemente com o prefixo causativo  u • - , além de outros prefixos. O prefixo causativo  u '-' 'é fixado em conjunção com o prefixo' 'c-' '"para causar com os dentes" presentes no' 'caqáw' '"para comer frutas", produzindo o composto' 'u' ' caqáw  "para alimentar frutas para."

#### Infixation
Um tema que consiste em apenas uma raiz ou uma estrutura de raiz-prefixo pode ser desenvolvido através de infixação. A inserção de 'u' antes da consoante que precede a vogal acentuada do radical em conjunto com a sufixação de um sufixo temático  -v  ou  -p  produz um tema desenvolvido com o significado de "ser um "quem fez"
Um exemplo é o tema  ku • náv  'ser alguém que ordena', que é produzido por meio da infixação  u  'e da afixação' '-v' 'ao radical' 'kanác' '"para ordenar, convocar." 

## Sintaxe

### Ordem das palavras
O Quechan tem uma ordem de palavras Sujeito – Objeto – Verbo.

### Refgerência cruzada
Como outras línguas Yuman, Quechan apresenta “referência cruzada” pela qual duas cláusulas podem ser ligadas com marcadores especificando se seus sujeitos são iguais ou diferentes.

## Amostra de texto
A seguir, um trecho de uma história tradicional de Quechan chamada "O homem que incomodou as formigas".
| Pa'iipáats suuváat. Pa'iipáats nyaváyk suuváa. Pa'iipáats 'atáyk nyaváyk viivák, athúus athótk aváts 'ashéntək alyuuváapətəka. Tsam'athúlyəm éevtək uuváat. 'Anyáayk viithíim, amanək, tsam'athúly nyaványa, tsam'athúly kéek a'ét. 'Anyétsəts nyuu'ítsk. | Português Alguém estava ali. Alguém estava morando lá. Muitas pessoas moravam aqui mas aconteceu que essa (pessoa) foi a única (quem fez isso). Ele incomodou as formigas. Quando o sol apareceu ele levantou, e quanto ao ninho das formigas, ele ia agitar as formigas. Nós dizemos isso. </ Poem> |